# Centro Nazionale Sportivo Fiamma
Il Centro Nazionale Sportivo Fiamma - Sport Nazionale è un ente di promozione sportiva.

## Storia
L'associazione Centro sportivo Fiamma venne fondata nel 1948 da parte di giovani appartenenti al Raggruppamento Giovanile Studenti e Lavoratori, vicino al MSI, con lo scopo di "contribuire all'elevazione della persona umana e della società in cui vive per mezzo della diffusione e della propaganda della pratica sportiva in tutte le sue forme: agonistica, formativa, ricreativa". Il primo presidente fu Pino Romualdi. Il suo simbolo è una "F" scudettata tricolore .
Le società ebbero anche risultati di rilievo in campo agonistico: nel basket la Fiamma Salerno, che militò nel campionato Serie A maschile FIP 1961-1962 e, sempre negli anni '60, la Fiamma Roma nella Serie A maschile e negli anni '80 la Fiamma Bolzano; nell'atletica, con la Fiamma Vicenza e la Fiamma Dolomiti Belluno, nel calcio femminile con la Fiammamonza, nel Judo con la Fiamma Jamato Roma.
Il C.N.S. Fiamma nel 1976 è stato riconosciuto ufficialmente dal CONI come Ente di promozione sportiva (fino al novembre 2007), e nel 1985 dal Ministero dell'Interno come ente con finalità assistenziali. È oggi riconosciuto "Ente europeo di promozione sportiva, assistenziale, promozione sociale e difesa ambientale".
Hanno militato nelle sue file tra gli altri, atleti come l'olimpionica di Los Angeles Gabriella Dorio, Agnese Possamai, Sandra Dini, Michele Lazazzera, Elena Belci, Silvana Cruciata, Ileana Salvador, Gino Pacitti, Barbara Ramoser, Mauro Bettella, Mauro Vecchi.
Tra i suoi dirigenti si annoverano, oltre a Pino Romualdi, Vito Mussolini, Giulio Maceratini, Giusto Panichelli, Roberto e Raimondo Vianello, Loris Lolli, Carlo Alberto Guida, Nino Alberti.
Nel 1993 ha subito una scissione di un gruppo minoritario di dirigenti, che nel 1994 hanno fondato l'Alleanza sportiva italiana.
L'attuale presidente è Fiorenzo Pesce, eletto nel 2000, è stato riconfermato alla presidenza dell'Ente nel marzo del 2005, e in occasione dell'ultima assemblea nazionale elettiva del 2012.
Dal 2007 ha cambiato denominazione in C.N.S.F. Sport Nazionale.

## Principali attività
Tradizionalmente attiva nell'atletica leggera, nella pallacanestro, nell'equitazione, sia da campagna che equiturismo,  e nelle arti marziali, annualmente organizza le finali nazionali di atletica leggera su pista e su strada e di corsa campestre, di calcio a 5 e a 7, e le manifestazioni "Scendiamo in pista" e "Battesimo della sella". Numerose iniziative riguardano sport orientali come Jūdō, karate, kick boxing e ju jitsu.
Ha sottoscritto convenzioni con le principali federazioni sportive nazionali e con Special Olympics.
Fino al 1995 il mensile ufficiale dell'ente è stato "Primato". Dal 2003 pubblica una rivista bimestrale, "Sport Nazionale".